# 薩路基獵犬
薩路基獵犬（Saluki）起源於東非的一種狗的品種，毛細而長，有種高雅的感覺。是狗種中最早被人類所飼養的品種之一，可以追溯到西元前2000多年前的埃及。
在歷史上，中國皇帝也曾飼養過此種犬種，在12世紀左右引入歐洲。
薩路基獵犬的跑步速度極快，也常被當作為是狩獵的夥伴。
有別於其他犬種被視為不潔之物，薩路基獵犬在伊斯蘭教國家奉為神賞賜的聖物，即中東地區唯一尊寵。

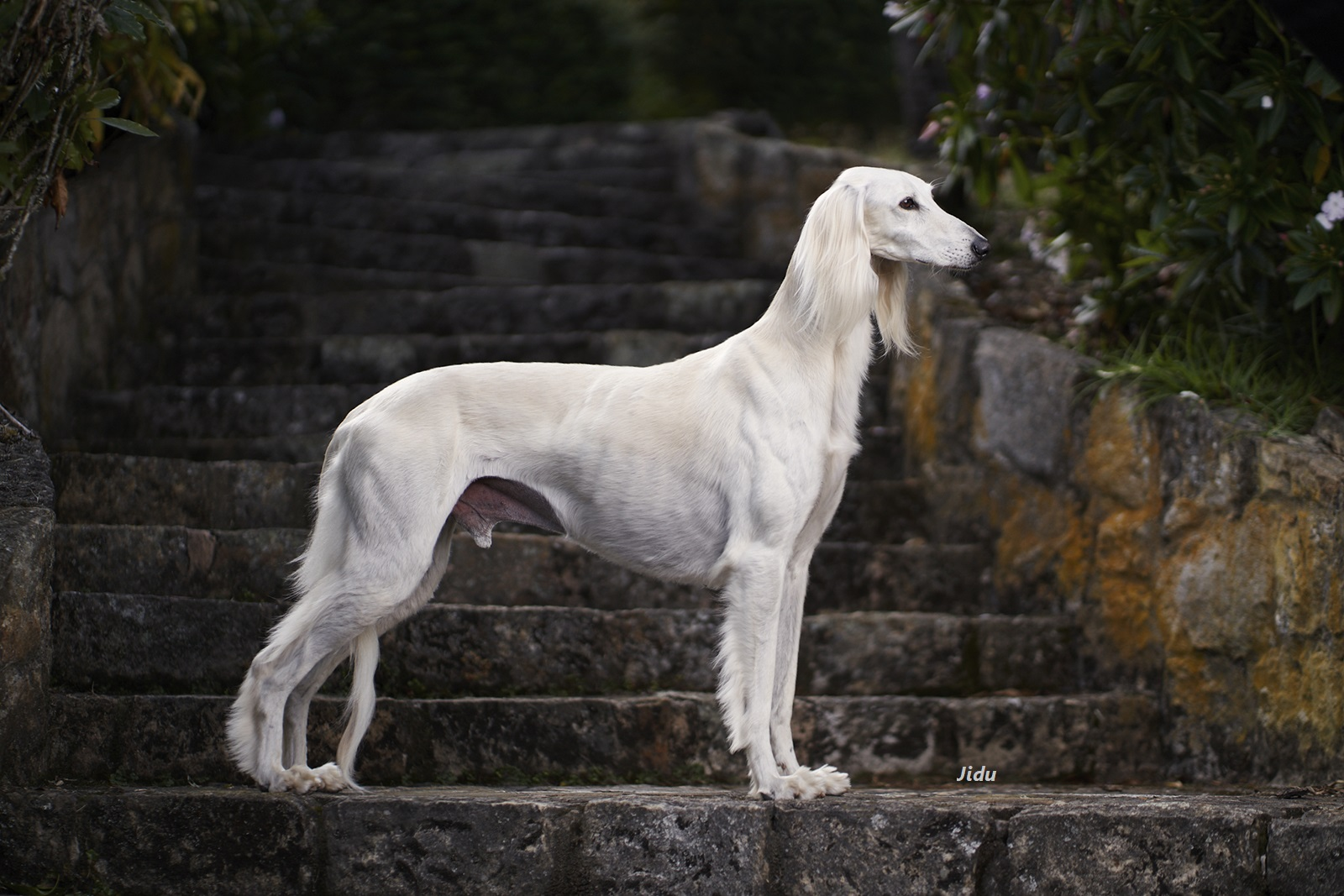
Saluki Jidu

## 健康
薩路基獵犬有心臟性方面的疾病和較高的癌症風險。

## 其他
- 细犬